# Krai de Krasnodar
O krai de Krasnodar (russo:  Краснода́рский край, tr. Krasnodarski krai; IPA: [krəsnɐˈdarskʲɪj kraj]), por vezes também aportuguesado para Crasnodar, é uma divisão federal da Federação da Rússia localizado no Distrito Federal do Sul. Possui uma área de tamanho modesto: 76 000 quilômetros quadrados, sendo o 23.º maior entre as subdivisões russas.
Este krai é o mais populoso do distrito federal do sul e o terceiro mais populoso do país. Seu centro administrativo é a cidade de Krasnodar, outras cidades importantes são Sóchi e Novorossisk.

## Geografia
O krai de Krasnodar localiza-se ao redor da parte ocidental da Ciscaucásia e de parte das encostas norte do Grande Cáucaso. Suas fronteiras, no sentido horário a partir do oeste, são com a Ucrânia, da qual está separado pelo Estreito de Kerch e o Mar de Azov, oblast00 de Rostov, krai de Stavropol, a república da Carachai-Circássia e a República da Abecásia. A república da Adiguésia forma um enclave no território do krai. Na fronteira sul localiza-se a costa do Mar Negro da Rússia, com o porto mais importante na cidade de Novorossisk além do resort de Sóchi.
O pico mais alto é o Tsakhvoa com 3 345 metros de altitude e o maior lago é o Abrau.

## Clima
Dois terços do krai, mais ao norte, têm um clima continental, com invernos relativamente frios e verões quentes. A costa do Mar Negro possui um clima mediterrânico e o sul um clima subtropical úmido.

## Zona horária
O fuso horário de todo o krai é o mesmo que horário de Moscou: UTC+3.

## População
A população aumentou de 5 113 148 em 1989, passando por 5 125 221 no censo de 2002, para um total de 5 226 647 no censo de 2010, concentrada sobretudo, na bacia do rio Kuban, tradicionalmente terra dos cossacos.